# Mechové údolí
Mechové údolí este o arie protejată (sit de importanță comunitară — SCI) din Republica Cehă întinsă pe o suprafață de 9,92 ha, integral pe uscat.

## Localizare
Centrul sitului Mechové údolí este situat la coordonatele 50°00′32″N 12°30′52″E / 50.008889°N 12.514444°E.

## Înființare
Situl Mechové údolí a fost declarat sit de importanță comunitară în noiembrie 2009 pentru a proteja un număr necunoscut de specii din flora spontană și fauna sălbatică aflate în arealul zonei.

## Biodiversitate
Situată în ecoregiunea continentală, aria protejată conține 2 habitate naturale: Depresiuni pe substraturi de turbă de Rhynchosporion, Mlaștini turboase de tranziție și turbării mișcătoare.
La baza desemnării sitului se află un număr nedeclarat de specii protejate.